# John Gray (regissör)
John Gray, född cirka 1957 i Brooklyn, New York, är en amerikansk regissör. 21 år gammal började han regissera för tv-kanalen PBS.

## Filmografi (urval)
- 1995 – På rymmen
- 1996 – The Glimmer Man
- 2004 – Helter Skelter (även manus)